# Poddubno (obwód grodzieński)
Poddubno (biał. Паддубна, Paddubna; ros. Поддубно, Poddubno) – wieś na Białorusi, w obwodzie grodzieńskim, w rejonie lidzkim, w sielsowiecie Trzeciakowce.
Wieś położona jest przy linii kolejowej Baranowicze – Lida oraz w pobliżu węzła dróg magistralnych M6 i M11.
Współcześnie wieś obejmuje także dawny folwark Kazimierowo.

## Historia
W dwudziestoleciu międzywojennym leżało w Polsce, w województwie nowogródzkim, w powiecie lidzkim, w gminie Lida. W 1921 zaścianek Poddubno liczył 50 mieszkańców, zamieszkałych w 10 budynkach. Folwark Kazimierowo liczył zaś 26 mieszkańców, zamieszkałych w 3 budynkach. Obie miejscowości zamieszkiwali wyłącznie Polacy wyznania rzymskokatolickiego.
Po II wojnie światowej w granicach Związku Sowieckiego. Od 1991 w niepodległej Białorusi.